# Campeonato Burquinense de Futebol 2016/2017
O Campeonato Burquinense de Futebol (2016/2017) foi a edição do Campeonato Burquinense de Futebol que se realizou entre 2016 e 2017.
A equipe do RDK concluiu o campeonato, finalizando-o em primeiro lugar, conquistando assim o título de campeão e a classificação para disputar a Liga dos Campeões da África.
Foram rebaixados os dois clubes que fizeram as duas piores campanhas:BPS Koudougou e KOZAF.
Classificação Final
| Posição | Clube             | Pontuação | Jogos | Vitórias | Empates | Derrotas | Gols Marcados | Gols Sofridos | Saldo de Glos |
| ------- | ----------------- | --------- | ----- | -------- | ------- | -------- | ------------- | ------------- | ------------- |
| 1       | RCK               | 59        | 30    | 16       | 11      | 3        | 46            | 21            | +25           |
| 2       | Étoile Filante    | 54        | 30    | 14       | 12      | 4        | 29            | 15            | +14           |
| 3       | USFA              | 49        | 30    | 13       | 10      | 7        | 34            | 21            | +13           |
| 4       | Rahimo            | 44        | 30    | 12       | 8       | 10       | 29            | 23            | +6            |
| 5       | Police            | 43        | 30    | 10       | 13      | 7        | 32            | 27            | +5            |
| 6       | AJEB              | 41        | 30    | 10       | 11      | 9        | 29            | 28            | +1            |
| 7       | ASFB              | 41        | 30    | 9        | 14      | 7        | 22            | 24            | -2            |
| 8       | ASFA Yennenga     | 40        | 30    | 12       | 4       | 14       | 29            | 34            | -5            |
| 9       | Ouagadougou       | 37        | 30    | 9        | 10      | 11       | 27            | 23            | +4            |
| 10      | AS SONABEL        | 37        | 30    | 9        | 10      | 11       | 25            | 24            | +1            |
| 11      | Majestic          | 37        | 30    | 8        | 13      | 9        | 22            | 30            | -8            |
| 12      | RC Bobo-Dioulasso | 35        | 30    | 8        | 11      | 11       | 24            | 29            | -5            |
| 13      | US de la Comoé    | 31        | 30    | 7        | 10      | 13       | 16            | 28            | -12           |
| 14      | Santos FC         | 30        | 30    | 6        | 12      | 12       | 19            | 28            | -9            |
| 15      | BPS Koudougou     | 30        | 30    | 7        | 9       | 14       | 12            | 28            | -16           |
| 16      | KOZAF             | 27        | 30    | 5        | 12      | 13       | 20            | 32            | -12           |